# Jardim Roberto

Jardim Roberto  é um bairro localizado no município de  Osasco, São Paulo, Brasil. Sendo delimitado ao Norte
pelos bairros Cidade das Flores e Pestana; a Leste com os bairros Pestana e Vila Yolanda; Ao Sul com os bairros Santo Antônio e Padroeira  ; A Oeste, com o bairro São Pedro.Os seus loteamentos são: Jardim Osasco; Jardim Célia; Jardim Roberto; Vila Clemência; Jardim Aderaldo; 
Vila Augusta; Jardim Marilu; Jardim Portela; Jardim General Craveiro Lopes; Vila Bruno; 
Vila Santo Antônio; Jardim Icaraí; Vila Góes; Vila Rica; Vila Lillo; Jardim São Paulo;
Jardim Ivete; Jardim Manah; Jardim Vicentina; Jardim Maria Paula; Jardim Marina; 
Jardim Pacheco Chaves; Vila Pestana.
O Bairro Jardim Roberto tinha como referência a Chácara do Senhor Souza, com seus bambuzais. O conjunto habitacional instalado, hoje, na Rua Plinio Alves dos Santos e José Alves próximo à chácara recebeu várias famílias, dentre elas, a família do Sr. Expedito Almeida da Rocha, a família do Sr. Aroaldo Cruz,  a do Senhor Clovis, e outros funcionários da empresa Braseixos e Cobrasma. 

## Principais Vias
- Avenida João de Andrade
- Avenida José Barbosa de Siqueira
- Rua João Batista Mascarenhas de Moraes[1]

## Dados da segurança pública do bairro
| Ocorrências de 2004           | Porcentagem | Números |
| ----------------------------- | ----------- | ------- |
| Homicídio doloso              | 3,94%       | 5       |
| Tentativa de homicídio doloso | 3,94%       | 5       |
| Tráfico de entorpecentes      | 1,57%       | 2       |
| Corrupção de menores          | 0,79%       | 1       |
| Furto                         | 32,28%      | 41      |
| Roubo                         | 31,50%      | 40      |
| Furto de veículos             | 14,96%      | 19      |
| Roubo de veículos             | 11,02%      | 14      |
| Total Ocorrências             | 100%        | 127     |

Fonte - Secretaria de Gestão Estratégica – Pesquisa - 2005

## Educação
- EMEF Professor Olavo Antônio Barbosa Spínola
- EE José Veríssimo de Matos
- CE SESI 425 [1]

## Saúde
- UBS III Luciano Rodrigues Costa
- Pronto  Socorro Doutor Conrado Cesarino Nuvolini[1]